# Halca
Halca (reso graficamente come HALCA o halca; Okinawa, 7 luglio 1988) è una cantautrice e chitarrista giapponese, famosa per essere stata membro degli High and Mighty Color dal ritiro di Mākii fino al loro scioglimento.

## Biografia

### Gli inizi
Durante il liceo entrò nella sua prima band, in cui oltre a cantare suonava anche la chitarra.

### High and Mighty Color
La sua notorietà crebbe drasticamente quando alla fine del 2008 entrò a far parte degli High and Mighty Color, rimasti senza voce femminile dopo il ritiro di Mākii. 
 Con loro pubblicò solo un album di inediti nel 2009, Swamp Man, dopodiché la band si sciolse nell'estate del 2010.

### Syn
Dopo alcuni mesi formò una nuova band chiamata Syn, con cui esordì dal vivo per la prima volta l'8 febbraio 2011. La band era originariamente composta da Halca (voce, chitarra ritmica), Gunji (voce death), Tony (chitarra solista, tastiere, programmazione), Matsumoto (basso) e Kenjiro (batteria). Il 12 settembre la band pubblicò l'EP brave new world. Poco dopo, il 31 dicembre, Gunji lasciò la band per motivi personali, venendo sostituito da due membri esterni: Ippei Takahashi (Be Seeing So Words, Zaz'Gogoogngm Second Season, ex-Bleedead) e Yūsuke (SUN OF A STARVE, ex-HIGH and MIGHTY COLOR).
Il 13 febbraio 2011 Halca si esibì con la band Echo, cantando la canzone Fly.
Il 24 settembre 2012, Halca annunciò sul suo blog e sul sito dei Syn di essere incinta e di dover momentaneamente interrompere le attività con la band, la quale con un altro post affermò che Halca comunque non lascerà la band, e che per le tappe finali del Brave New World Tour 2011-2012 sarebbe stata contattata un'altra cantante. Poco dopo la bassista Matsumoto lasciò la band, dopo il concerto del 29 dicembre 2012, l'ultimo del tour. Con Tony e Kenjiro come unici membri attivi, la band è in stato di pausa mentre è alla ricerca di una nuova cantante, un nuovo chitarrista e un nuovo bassista.
Il 30 maggio 2018 venne pubblicato da Sacra Music l'EP Kimi no Tonari, prima pubblicazione solista di Halca.

## Influenze
Nel sito ufficiale degli HaMC, Halca ha indicato Kurt Cobain e Brody Dalle come i suoi musicisti preferiti.

## Discografia

### HIGH and MIGHTY COLOR
- 2009 – swamp man

### SYN
- 2011 – Brave New World

### Solista
- 2018 – Kimi no Tonari